# Bogra
Bogra är en stad i nordvästra Bangladesh och är belägen i provinsen Rajshahi. Staden (Bogra Paurashava) hade 400 983 invånare vid folkräkningen 2011, på en yta av 68,63 km². Man tror att stadens namn härstammar från Nasiruddin Bughra Khan, som var Bengalens guvernör och sultan mellan 1281 och 1291. Bogra blev en egen kommun 1876.